# 김규원 (1928년)
김규원(1928년 5월 30일~2022년 4월 2일)은 대한민국의 정치인이다. 제12대 국회의원을 지냈다.

## 역대 선거 결과
|  | 9.16% |

|  | 31.21% |

|  | 17.35% |